# Billbergia incarnata
Espèce
Classification phylogénétique
Billbergia incarnata est une espèce de plantes à fleurs de la famille des Bromeliaceae, endémique du Pérou.

## Synonymes
- Bromelia incarnata Ruiz & Pav.[2].

## Distribution
L'espèce est endémique du Pérou.

## Description
L'espèce est épiphyte.